# MapR
MapR ist ein US-amerikanischer Hersteller von Software im Umfeld von Apache Hadoop.
MapR wurde 2008 von John Schroeder gegründet. Das Startkapital betrug 9 Millionen US-Dollar. Insgesamt beträgt das Kapital mehrerer Finanzierungsrunden 194 Millionen US-Dollar.
Die Hadoop-Distribution von MapR bietet zusätzliche Möglichkeiten in den Bereichen Sicherheit, Ausfallsicherheit, Performance und Nutzerfreundlichkeit. Neben Hadoop gibt es eine Integration von Apache Drill, Solr und In-Memory-Processing von Daten mit Spark. Eine Version ihrer Converged Data Platform wird kostenlos angeboten, zwei weitere im Abonnement-Modell. Mehr als neunzig Prozent des Umsatzes werden durch Abonnements erzielt. Die hochwertigste Version ihrer Hadoop-Distribution beinhaltet ein neu geschriebenes HBase, wobei HBase direkt im Dateisystem verankert wird.
Am 8. September 2016 wurde Matt Mills (zuvor Oracle) neuer CEO.
MapR hat einen Rekord für die schnellste Sortierung auf einer Google Compute Engine aufgestellt.
Im Jahr 2019 geriet MapR in finanzielle Schwierigkeiten, im August desselben Jahres wurde der Verkauf der Technologieplattform und des geistigen Eigentums von MapR an Hewlett Packard Enterprise bekanntgegeben.